# Sóc bay Mindanao
Sóc bay Mindanao, tên khoa học Petinomys mindanensis, là một loài động vật có vú trong họ Sóc, bộ Gặm nhấm. Loài này được Rabor mô tả năm 1939.